# Зейнеп Сьонмез
Зейнеп Сьонмез (тур. Zeynep Sönmez) — турецька  тенісистка.

## Фінали турнірів WTA

### Одиночний розряд: 1 титул
| Легенда          |
| ---------------- |
| Grand Slam (0–0) |
| WTA 1000 (0–0)   |
| WTA 500 (0–0)    |
| WTA 250 (1–0)    |

| За поверхнею |
| ------------ |
| Хард (1–0)   |
| Грунт (0–0)  |
| Трава (0–0)  |

| Фінали за умовами |
| ----------------- |
| Під небом (1–0)   |
| В залі (0–0)      |

| Результат | В–П | Дата     | Турнір               | Статус  | Поверхня | Супротивниця | Рахунок  |
| --------- | --- | -------- | -------------------- | ------- | -------- | ------------ | -------- |
| Перемога  | 1–0 | Жов 2024 | Merida Open, Мексика | WTA 250 | Хард     | Енн Лі       | 6–2, 6–1 |

## Фінали турнірів WTA Challenger

### Одиночний розряд:  1 фінал
| Результат | В–П | Дата     | Турнір                   | Поверхня | Супротивниця          | Рахунок       |
| --------- | --- | -------- | ------------------------ | -------- | --------------------- | ------------- |
| Поразка   | 0–1 | Вер 2023 | Ljubljana Open, Словенія | Грунт    | Маріна Бассоль Рібера | 0–6, 6–7(2–7) |